# Kuala Lumpur
Kuala Lumpur (Jawi:كوالا لمڤور; xinès: 吉隆坡; tàmil: கோலாலம்பூர்) és la capital legislativa de Malàisia i la ciutat més poblada del país. Situada al centre de l'estat de Selangor, a la costa centreoccidental de la península de Malàisia, Kuala Lumpur és també un dels tres territoris federals malaisis.
Té una població d'1.627.172 habitants distribuïts en una superfície de 243,65 km², i una àrea metropolitana de 7,2 milions d'habitants. En general, Kuala Lumpur és mundialment coneguda per ser el lloc on es troben les Torres Petronas, els edificis més alts del món des del 1998 fins al 2003, i actualment els edificis bessons més alts del món.
Arrancada de la selva a la dècada del 1850, la ciutat deu el seu naixement i la seva fortuna als abundants jaciments d'estany descoberts al segle xix. Kuala Lumpur no va ser durant molt de temps més que un campament de barraques de bambú, infestat de malària i devastat moltes vegades per inundacions i incendis. Va créixer gràcies al comerç de l'estany fins a esdevenir, el 1896, la capital dels Estats Malais Federats. Durant la Segona Guerra Mundial, la ciutat va ser devastada durant la Batalla de Kuala Lumpur i va ser conquerida per l'Exèrcit Imperial japonès el 1942. Reconstruïda ràpidament, serà testimoni de violència interètnica entre les comunitats malaia i xinesa durant l'Incident del 13 de maig de 1969. Des de la dècada del 1980, Kuala Lumpur ha experimentat un desenvolupament extremadament ràpid i s'ha convertit en una metròpoli.
Kuala Lumpur, una ciutat global, ha vist el desenvolupament de molts gratacels al seu districte de negocis, incloses les Torres Petronas, que eren les més altes del món. El seu desenvolupament industrial s'ha fet sobretot al voltant de les noves tecnologies i les finances. Nodreix vincles importants amb la «Silicon Valley de Malàisia», Cyberjaya, així com amb Singapur, situat 300 km al sud-est. També acull la seu del Parlament de Malàisia i l'Istana Negara — la residència reial — però el govern va ser traslladat a Putrajaya, que es va convertir en la capital administrativa del país el 1999.
El seu nom, que significa en malai «confluència fangosa» es pot explicar per la seva ubicació a la confluència de dos rius: el riu Klang, el més important, i un dels seus afluents, el Gombak. El seu clima és de tipus equatorial, amb temperatures mitjanes i precipitacions molt elevades durant tot l'any. Ciutat cosmopolita, Kuala Lumpur té la particularitat de tenir una població del 43 % de xinesos, gairebé tant com malais (45 %); constitueix així una mena d'enclavament budista en un país predominantment musulmà. Aparador del ràpid desenvolupament de Malàisia, la ciutat acull grans esdeveniments com els Jocs de la Commonwealth de 1998 o el Gran Premi de Malàisia.

## Història

### Creació de l'aglomeració
A l'origen de Kuala Lumpur hi ha una mina d'estany explotada des de la dècada de 1840 per miners xinesos al llarg del riu Selangor, a uns quinze quilòmetres al nord de la ciutat actual.
Kuala Lumpur era inicialment un llogaret amb algunes cases i botigues situades a la confluència dels rius Gombak i Klang. En general es considera que Kuala Lumpur es va convertir en una conurbació en tota regla al voltant de 1857 quan el líder de Malàisia de Kelang, Raja Abdullah bin Raja Jaafar, amb l'ajuda del seu germà Raja Juma'at de Lukut, va recaptar fons per obrir una nova mina d'estany operada per miners xinesos de Lukut. Els miners van ser descarregats a Kuala Lumpur i des d'allà es van unir a la mina situada als peus d'Ampang. Kuala Lumpur es trobava al final de la part navegable del riu Klang i, per tant, es va utilitzar com a lloc d'embarcament i desembarcament per al subministrament i recollida de la producció de les mines d'estany de la regió.
Malgrat l'elevada taxa de mortalitat a causa de la malària, que era rampant en aquesta regió coberta per la selva, les mines d'Ampang es van explotar amb èxit i el primer enviament d'estany es va exportar el 1859. L'explotació del mineral porta al creixement del poble però també el de Pudu i Batu. Els miners s'organitzen en bandes. que lluiten entre elles per prendre el control dels jaciments més rics El cap malai i el propietari de la mina decideixen conferir el títol de Kapitan Cina (cap dels xinesos) al líder de la comunitat xinesa. Hiu Siew és el primer capità de mina de Lukut. Amb Yap Ah Sze, havia estat un dels primers comerciants a arribar a Ampang i va vendre provisions als miners a canvi d'estany. El tercer capità de Kuala Lumpur, Yap Ah Loy, va ser nomenat el 1868.
Entre les principals personalitats també hi ha el Dato Dagang (responsable dels comerciant) així com Haji Mohamed Tahir, Els minangkabaus també es van convertir en una comunitat important: Aquests comerciants de Sumatra són Utsman Abdullah, i Haji Mohamed Taib que estan implicats en el desenvolupament de Kampung Baru.
Elevat al rang de ciutat (bandar en malai) l'any 1897, Kuala Lumpur ha experimentat des de llavors un creixement desenfrenat. Es va separar el 1971 de l'estat de Selangor, del qual havia estat la capital fins aleshores (des de llavors substituïda en aquesta funció per la nova ciutat de Shah Alam), per esdevenir un territori federal.

## Geografia
El terme municipal cobreix una àrea de 243,65 km² i té una elevació mitjana de 21,95 msnm.
La ciutat està situada al sud de la península de Malaca, a la vall Klang, que es troba entre les muntanyes Titiwangsa a l'est, diverses formacions muntanyoses menors al nord i al sud, i l'estret de Malaca a l'oest. Dos rius importants travessen la ciutat: el Klang i el Gombak, que hi conflueixen.
La vall limita a l'est amb les muntanyes de Titiwangsa, al nord i al sud amb relleus moderats. El terreny relativament sòlid (altitud mitjana de 81,95 metres) i la ubicació a l'estat més desenvolupat de Malàisia ha afavorit el ràpid creixement de la conurbació en les últimes dècades. Això va molt més enllà dels límits del territori federal, incloent bona part de l'estat de Selangor. L'expansió va seguir les carreteres i les línies de trànsit pesades, inclòs el tren lleuger. L'àrea urbana s'estén a l'oest fins al port de Kelang, que domina l'estret de Malaca.
Està localitzada al centre del sultanat de Selangor, del qual des de 1974 està administrativament separada constituint un territori federal dependent del Govern Federal Malaisi.

## Clima
Protegida a l'est per les muntanyes Titiwangsa i a l'oest per l'illa de Sumatra, Kuala Lumpur té durant tot l'any un clima equatorial, càlid i assolellat, amb abundants precipitacions, especialment durant el monsó. Les temperatures tendeixen a romandre constants, amb fluctuacions entre temperatures màximes d'entre 30 °C i 33 °C i mínimes per sobre dels 20 °C. Referent a les precipitacions, la mitjana anual està sobre els 2.250 mm, juny i juliol són mesos relativament secs, però tot i així les pluges són superiors a 125 mm en aquests mesos.
Les inundacions són un fenomen freqüent a Kuala Lumpur, on hi ha fortes pluges (monsó), especialment en el centre de la ciutat i altres zones de poca altitud. Les partícules de pols, procedents dels incendis forestals de la propera Sumatra, són una de les principals fonts de contaminació a la ciutat, al costat de les emissions dels vehicles de motor i els treballs de construcció.
| Dades climàtiques a Kuala Lumpur        | Dades climàtiques a Kuala Lumpur | Dades climàtiques a Kuala Lumpur | Dades climàtiques a Kuala Lumpur | Dades climàtiques a Kuala Lumpur | Dades climàtiques a Kuala Lumpur | Dades climàtiques a Kuala Lumpur | Dades climàtiques a Kuala Lumpur | Dades climàtiques a Kuala Lumpur | Dades climàtiques a Kuala Lumpur | Dades climàtiques a Kuala Lumpur | Dades climàtiques a Kuala Lumpur | Dades climàtiques a Kuala Lumpur | Dades climàtiques a Kuala Lumpur |
| Mes                                     | gen                              | febr                             | març                             | abr                              | maig                             | juny                             | jul                              | ag                               | set                              | oct                              | nov                              | des                              | anual                            |
| --------------------------------------- | -------------------------------- | -------------------------------- | -------------------------------- | -------------------------------- | -------------------------------- | -------------------------------- | -------------------------------- | -------------------------------- | -------------------------------- | -------------------------------- | -------------------------------- | -------------------------------- | -------------------------------- |
| Màxima rècord °F (°C)                   | 100.4 (38.0)                     | 97.2 (36.2)                      | 98.1 (36.7)                      | 99 (37.2)                        | 101.3 (38.5)                     | 97.9 (36.6)                      | 97.3 (36.3)                      | 100.4 (38.0)                     | 96.4 (35.8)                      | 98.6 (37.0)                      | 96.8 (36.0)                      | 95.9 (35.5)                      | 101.3 (38.5)                     |
| Màxima mitjana °F (°C)                  | 89.6 (32.0)                      | 91 (32.8)                        | 91.6 (33.1)                      | 91.6 (33.1)                      | 91.4 (33.0)                      | 91 (32.8)                        | 91 (32.8)                        | 90.1 (32.3)                      | 89.8 (32.1)                      | 89.6 (32.0)                      | 89.1 (31.7)                      | 88.7 (31.5)                      | 90.3 (32.4)                      |
| Mitjana diària °F (°C)                  | 81.9 (27.7)                      | 82.8 (28.2)                      | 83.5 (28.6)                      | 83.7 (28.7)                      | 83.8 (28.8)                      | 83.5 (28.6)                      | 82.6 (28.1)                      | 82.6 (28.1)                      | 82.4 (28.0)                      | 82.4 (28.0)                      | 82 (27.8)                        | 81.7 (27.6)                      | 82.8 (28.2)                      |
| Mínima mitjana °F (°C)                  | 74.1 (23.4)                      | 74.5 (23.6)                      | 75.2 (24.0)                      | 75.7 (24.3)                      | 76.3 (24.6)                      | 75.7 (24.3)                      | 74.8 (23.8)                      | 75 (23.9)                        | 74.8 (23.8)                      | 75.2 (24.0)                      | 74.8 (23.8)                      | 74.5 (23.6)                      | 75 (23.9)                        |
| Mínima rècord °F (°C)                   | 64 (17.8)                        | 64.4 (18.0)                      | 66 (18.9)                        | 69.1 (20.6)                      | 68.9 (20.5)                      | 66.4 (19.1)                      | 68.2 (20.1)                      | 68 (20.0)                        | 69.8 (21.0)                      | 68 (20.0)                        | 69.3 (20.7)                      | 66.2 (19.0)                      | 64 (17.8)                        |
| Precipitació mitjana polzades (mm)      | 7.6 (193)                        | 7.8 (198)                        | 10.12 (257)                      | 11.42 (290)                      | 7.76 (197)                       | 5.16 (131)                       | 5.83 (148)                       | 6.38 (162)                       | 8.43 (214)                       | 10.43 (265)                      | 12.64 (321)                      | 9.92 (252)                       | 103,49 (2.628)                   |
| Mitjana de dies de pluja                | 17                               | 17                               | 19                               | 20                               | 18                               | 14                               | 16                               | 16                               | 19                               | 21                               | 24                               | 22                               | 223                              |
| Humitat relativa mitjana (%)            | 80                               | 80                               | 80                               | 82                               | 81                               | 80                               | 79                               | 79                               | 81                               | 82                               | 84                               | 83                               | 81                               |
| Mitjana mensual d'hores de sol          | 185.0                            | 192.4                            | 207.9                            | 198.8                            | 206.8                            | 194.4                            | 200.2                            | 189.0                            | 163.8                            | 169.1                            | 152.3                            | 162.6                            | 2.222,3                          |
| Font #1: Pogodaiklimat.ru               |                                  |                                  |                                  |                                  |                                  |                                  |                                  |                                  |                                  |                                  |                                  |                                  |                                  |
| Font #2: NOAA (hores de sol, 1961–1990) |                                  |                                  |                                  |                                  |                                  |                                  |                                  |                                  |                                  |                                  |                                  |                                  |                                  |

## Estadístiques de població
La població total estimada de Kuala Lumpur a 2010 era d'1,6 milions d'habitants. Té una densitat de població de 6.696 habitants per quilòmetre quadrat i és el districte administratiu més densament poblat de Malàisia. Amb una àrea metropolitana estimada en 7,2 milions d'habitants el 2010, pot ser considerada la ciutat principal del país. La contínua caiguda de l'índex de natalitat de Kuala Lumpur ha provocat el descens, per tant, de la proporció de joves menors de 15 anys, passant de representar el 33% en 1980 al 27% en 2000. D'altra banda, l'edat laboral del grup comprès entre els 15-59 anys ha incrementat: un 63% el 1980 i un 67% el 2000. El grup més ancià, conformat per individus de 60 anys en endavant, s'ha incrementat a un 6% el 2000, quan el 1980 representaven el 4%.
Basat en el cens del Departament d'Estadística, el percentatge de la població bumiputra era del 38% el 2000, el 43% eren xinesos i el 10% indis. Un fenomen que ha experimentat un notable impuls és la presència de residents estrangers a la ciutat i que avui constitueixen el 9% de la població total de Kuala Lumpur.

## Administració
Kuala Lumpur ha estat governada des de 1971 per un alcalde (Datuk Bandar) que té la condició d'entitat jurídica individual. Datuk Kamarulzaman Mat Salleh ocupa el càrrec des del 17 d'abril de 2023. La ciutat és administrada per un consell municipal compost per 15 membres que no han estat elegits des de la suspensió de les eleccions locals el 1970 però que són designats pel Ministeri de Territoris Federats. Les competències del consell municipal es refereixen a la salut pública, el medi ambient, les infraestructures urbanes i el desenvolupament econòmic.

Districtes de Kuala Lumpur.

El territori de Kuala Lumpur està dividit en 11 districtes:
1. Bukit Bintang
2. Titiwangsa
3. Setiawangsa
4. Wangsa Maju
5. Batu
6. Kepong
7. Segambut
8. Lembah Pantai
9. Seputeh
10. Bandar Tun Razak
11. Cheras

A nivell nacional, el Parlament de Malàisia es troba a la capital dins de les Malaysian Houses of Parliament que es troba als jardins del llac Perdana prop de Tugu Negara, el monument nacional de Malàisia.

## Economia
Kuala Lumpur acull la seu dels vaixells insígnia nacionals, incloent Petronas (hidrocarburs) que es troba a les torres marcades amb el nom de l'empresa, Maybank (banc) situada a la torre Menara Maybank, Telekom Malaysia (telecomunicacions). La ciutat té una planta de fabricació de pneumàtics del grup alemany Continental AG.

## Comunicacions i transports

Mapa del transport públic del Gran Kuala Lumpur. Aquests inclouen dues línies de ferrocarril de rodalies KTM (1,2), 4 línies de metro (3,4,5,9), una línia de servei aeroportuari (6/7), una línia de monorail KL (8) i una línia d'autobús exprés (B1).).

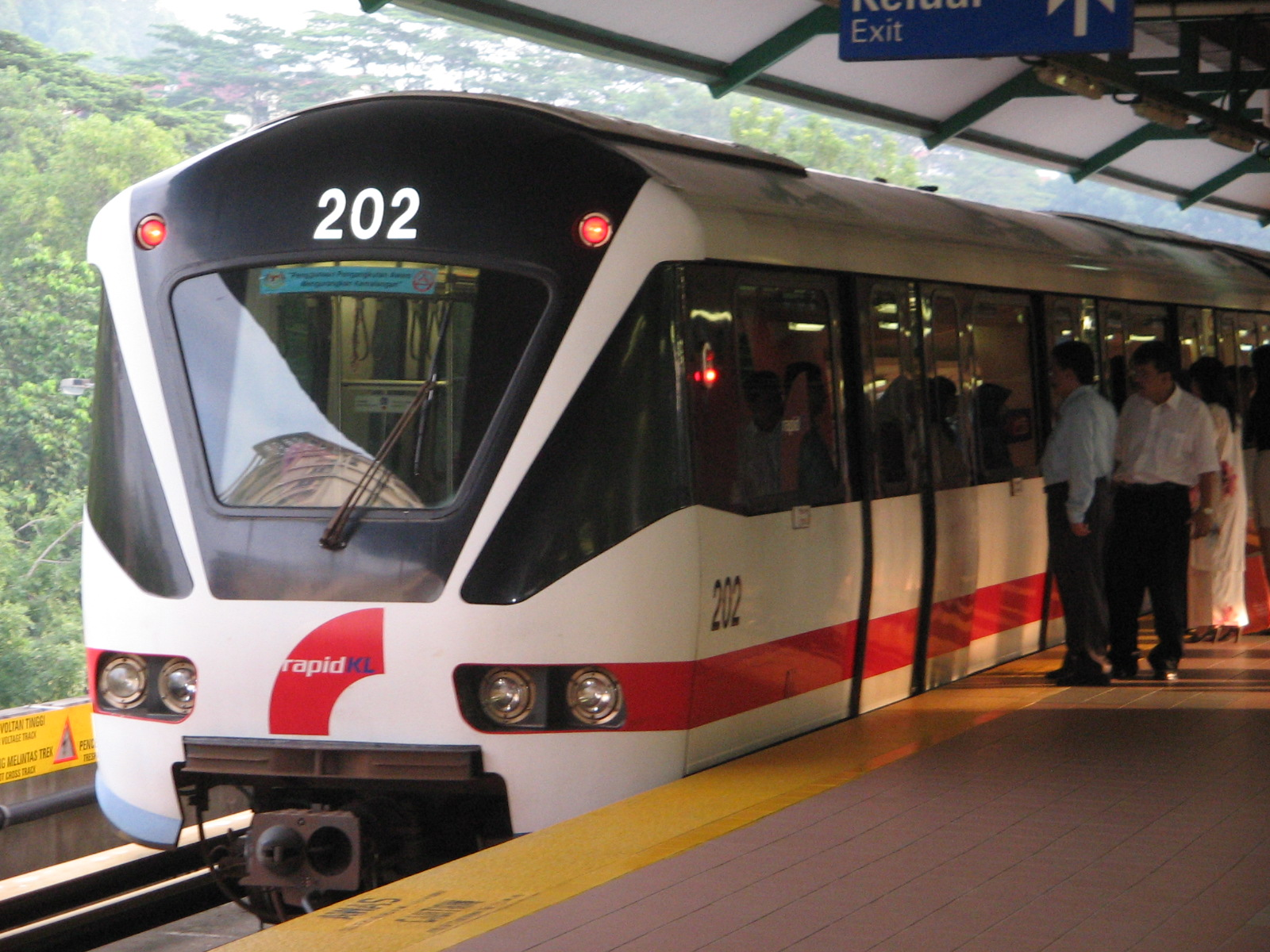
Tren de la línia de metro Kelana Jaya.

Com a moltes metròpolis asiàtiques, el cotxe privat continua sent el principal mitjà de viatge. Una xarxa d'autopistes dona servei a tots els districtes de la capital. Al centre de la ciutat, dues vies de circumval·lació concèntriques, Jalan Sultan Ismaël i Jalan Tun Razak, intercalades amb grans eixos que parteixen del centre han estructurat el desenvolupament. La ciutat està connectada per carreteres amb la resta de la península de Malaisia, amb Singapur al sud i Penang al nord per una carretera que continua fins a Hat Yai a Tailàndia. Una carretera est-oest uneix la ciutat de Kuantan i els estats de Terengganu i Pahang.
El sistema de transport públic de Kuala Lumpur i la vall de Klang depèn de molts modes de transport: autobusos, línies de tren de rodalies, metro lleuger, monorail, taxis. Malgrat els esforços de les autoritats per promoure l'ús del transport públic, la quota modal d'aquests era només de 16 % el 2006. No obstant això, aquesta taxa està augmentant arran de l'obertura i ampliació de diverses línies de transport pesat. Això inclou:
- Les línies ferroviàries de rodalies de la xarxa KTM Komuter utilitzen la xarxa ferroviària nacional de via estreta (1 m) (456 km, 79 estacions, aproximadament 150.000 passatgers)

- les dues línies de metro automàtiques Ampang i Sri Petaling (45 km, 36 estacions, 157.000 passatgers)

- la línia automàtica de metro Sungai Buloh–Kajang (51 km, 31 estacions 100.000 passatgers) es va obrir en dues etapes el 2016-2017.[37]

- la línia automàtica de metro Kelana Jaya (46 km, 37 estacions, 254.000 passatgers) es va inaugurar l'any 1998 però es va ampliar significativament el 2016 (17 km).

- el monorail de Kuala Lumpur (9 km, 11 estacions, 63.000 passatgers)

- la línia KLIA Ekspres que, a més d'un servei directe a l'aeroport, dona servei a diverses estacions intermèdies a la meitat dels seus trens.

Kuala Lumpur es troba al cor dels enllaços ferroviaris de llarga distància de Malàisia operats per la companyia ferroviària nacional KTM. Aquestes es basen en dues línies: la línia de la costa oest recorre més o menys l'estret de Malaca i la línia de la costa est que es bifurca des de la primera línia al sud del país a Gemas i després va cap al nord fins a la frontera tailandesa passant pel centre. de la península. Dues estacions tenen un paper central en el servei ferroviari de rodalies i de llarga distància: el de Kuala Lumpur i el de Kuala Lumpur Sentral. El gruix del trànsit interurbà es realitza a la línia de la costa oest entre Kuala Lumpur i el nord del país, on es concentra la major part de l'activitat del país. Dues noves línies haurien d'augmentar significativament el trànsit de viatgers:
- El projecte East Coast Rail Line (abreujat com a ECRL) és una nova línia electrificada i de doble via de 620 km que, partint de Trumpat a la frontera amb Tailàndia, recorre la costa est de Malàisia fins al port de Kuantan i després travessa la península a Port Kelang situat a la costa oest al llarg de l'estret de Malaca. El projecte hauria de permetre la seva finalització el 2024 per obrir l'est de Malàisia connectant-lo amb la resta del país. El tram de 260 km de llarg entre Kuantan i Port Kelang proporciona una ruta alternativa per a la càrrega des de la Xina connectant els dos ports i passant per Singapur.[39][40]

- La nova línia Kuala Lumpur - Singapur preveu la construcció d'una línia d'alta velocitat 350 kilomètres de llarg que uneix les dues metròpolis de la península de Malàisia Kuala Lumpur i Singapur. La nova línia, per la qual els trens podrien circular a velocitats de 350 km/h, connectaria les dues ciutats en 1h30 per trens directes. La finalització de la línia està prevista per al 2026.[41][42][43]

Les connexions aèries es fan per dos aeroports. La plataforma principal de l'aeroport és l'aeroport internacional de Kuala Lumpur (KLIA) situat a Sepang, que inclou la terminal de vols de baix cost KLIA 2 (Low Cost Carrier Terminal) i la de Subang (vols xàrter). Els vols internacionals a sis grans ciutats dels sis continents surten de KLIA. L'aeroport està connectat al centre de la ciutat per un enllaç ferroviari el KLIA Ekspres. KLIA és el centre de la companyia aèria nacional Malaysia Airlines i de la companyia xàrter nacional AirAsia. En KLIA van passar 2.016 52,6 milions de passatgers i 642.558 tones de mercaderies. L'altre centre aeri és l'aeroport Sultan Abdul Aziz Shah, que va ser l'únic aeroport de Kuala Lumpur des de 1965 fins a l'obertura de KLIA el 1998. Uns 3 milions de passatgers han passat per aquest aeroport que ara és operat per companyies com Firefly i Berjaya Air que ofereixen serveis regionals mitjançant avions d'hèlix.

## Urbanisme i llocs turístics

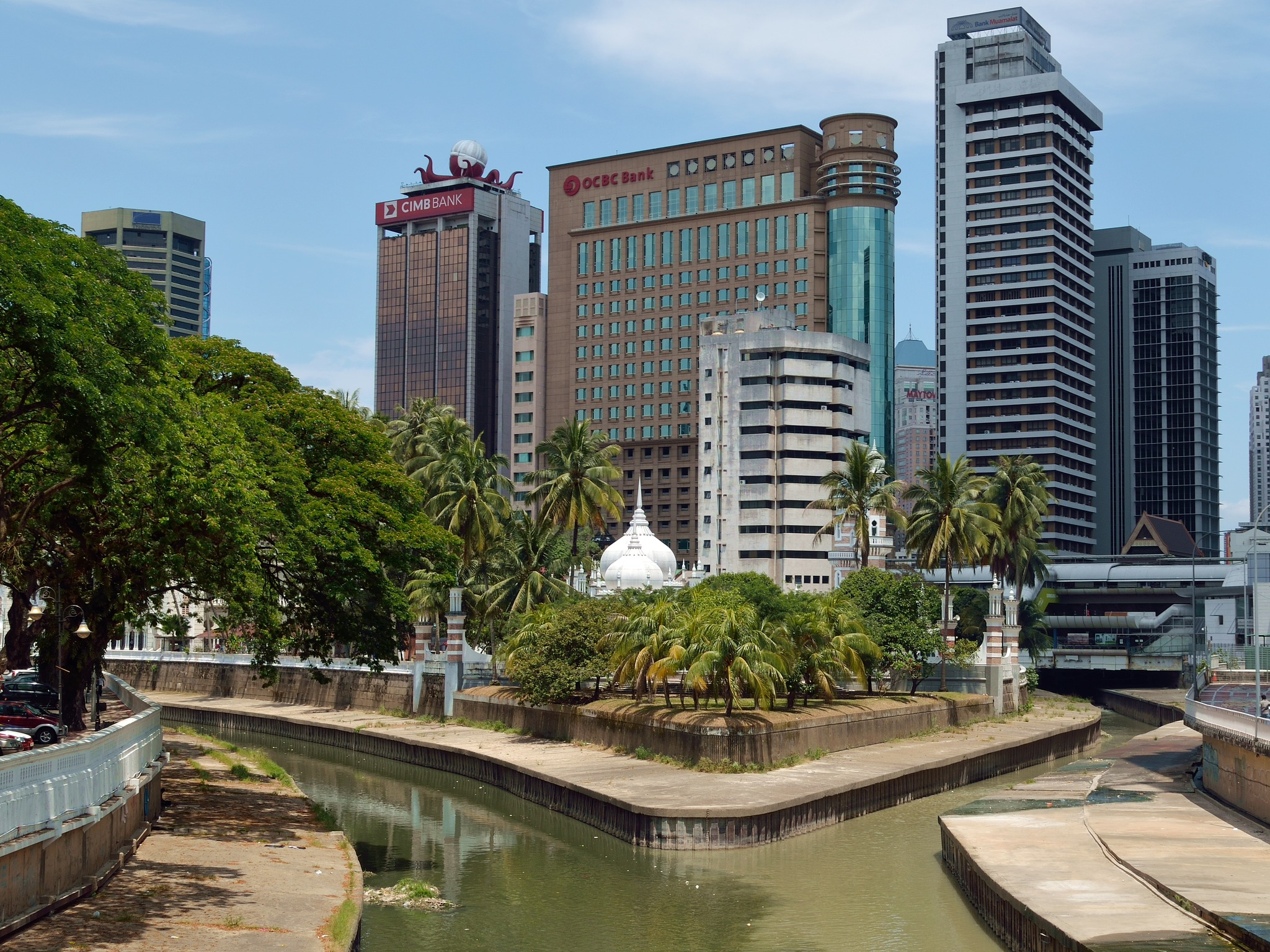
La confluència del Gombak (esquerra) i el Klang (dreta) forma el cor de la ciutat.

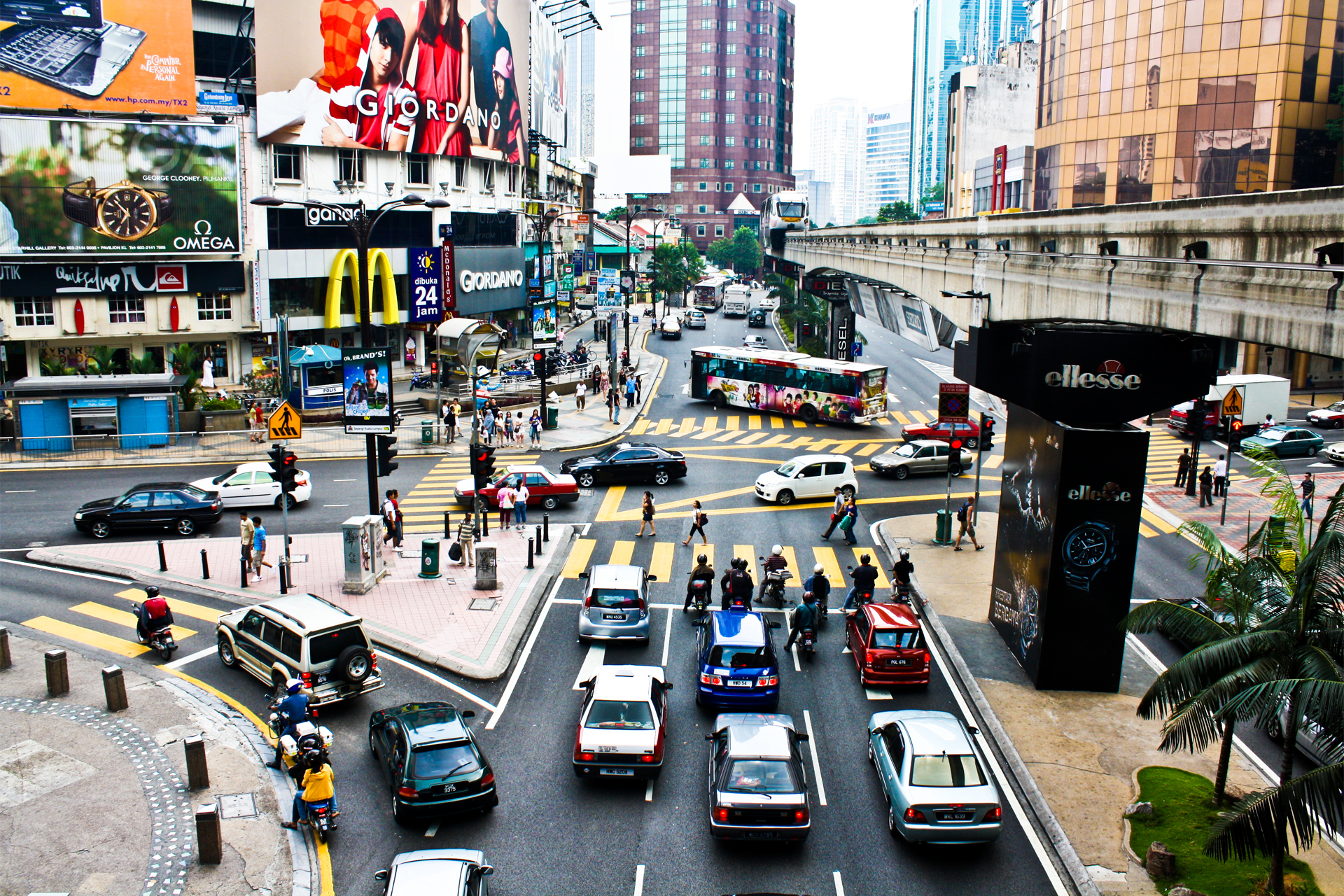
Districte comercial de Bukit Bintang i via monorail.

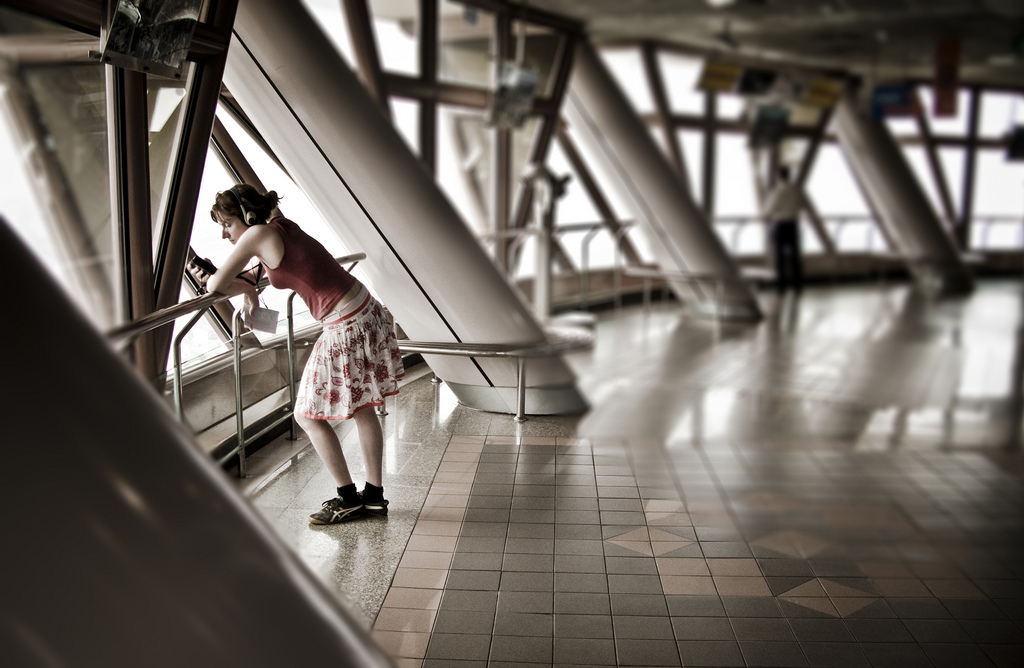
Mirador de la Torre Menara Kuala Lumpur.

Kuala Lumpur barreja estils arquitectònics de l'època colonial, inspirats en les tradicions asiàtiques, l'art islàmic malai amb obres d'arquitectura moderna i postmoderna. La ciutat és relativament recent en comparació amb les altres capitals del sud-est asiàtic (Bangkok, Jakarta i Manila) i les obres es remunten a final del segle XIX i començament del XX. En particular hi ha edificis d'estil mogol, néo-mauresque, néo-tudor o neogòtic.

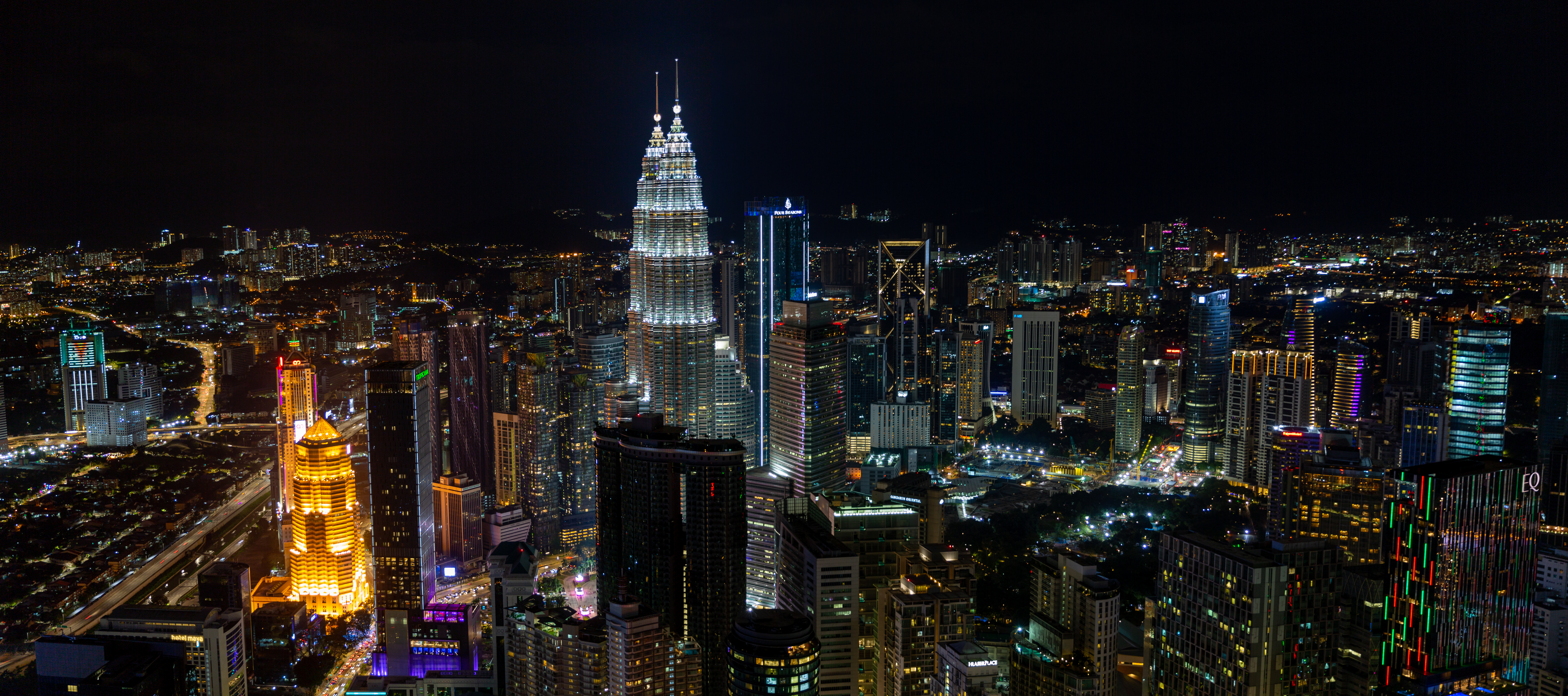
Les Torres Petronas a Kuala Lumpur. Novembre 2019.

La ciutat compta amb més de 200 gratacels entre els quals hi ha les Torres Petronas, dos gratacels inaugurats l'any 1998, símbol del desenvolupament recent de tot el país. La seva arquitectura implica diferents símbols dels components de la població nacional: els aspectes malais, islàmics, però també xinesos. Amb una alçada de 452 m i 88 plantes, van ser fins al 2004 les torres més altes del món.
Entre els altres llocs més visitats:
- El palau reial Istana Negara, Jalan Istana (antic palau reial) i els Istana Negara, Jalan Duta (Nou Palau Reial).
- El mosaic arquitectònic del centre de la ciutat: Arquitectura morisca-índia, inclosa l'antiga estació de tren, la plaça Merdeka i el Courts Complex (Kuala Lumpur), seu del Tribunal Superior de Justícia.
- El Museu d'Art Islàmic.
- El jardí botànic anomenat Jardí del llac a la Plaça de la Independència.
- La torre de telecomunicacions Menara Kuala Lumpur per la seva vista panoràmica.
- Bukit Bintang
- Mercat Central, construït el 1888 i situat a pocs minuts del Petaling Street, representa un important lloc d'interès per al patrimoni malai.
- Els encants xinesos del carrer Petaling (compte amb les falsificacions...)
- El mercat de productes frescos, el mercat humit de Chow Kit i el poble tradicional de Kampung Baru.
- Reserva forestal de Bukit Nanas

A prop:
- Les coves de Batu, un lloc de pelegrinatge hindú situat 10 km al nord de la ciutat.

Vista panoràmica de Kuala Lumpur.

### Edificis religiosos
- Catedral Santa Maria de Kuala Lumpur, la principal església anglicana de Kuala Lumpur.

- la Masjid Negara, mesquita nacional de Malàisia inaugurada el 1965.

- la Masjid Jamek, la primera mesquita de la ciutat.

## Educació

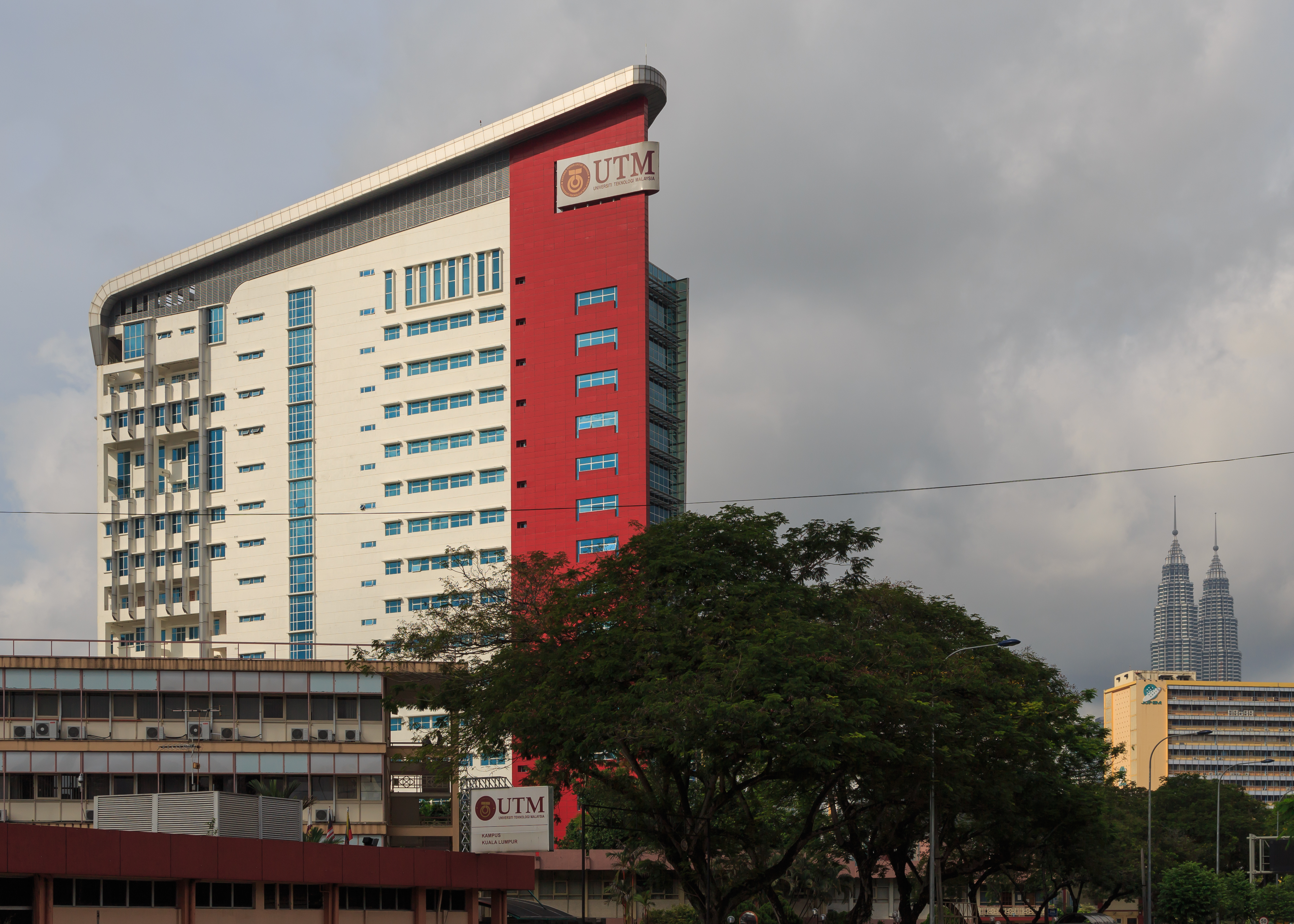
UTM-campus

Segons les estadístiques oficials, Kuala Lumpur tenia una taxa d'alfabetització del 97,5 % l'any 2000, el més alt de tots els estats i territoris de Malàisia. El malai és l'idioma utilitzat per ensenyar la majoria de les assignatures, mentre que l'aprenentatge de l'anglès és obligatori. Tanmateix, l'any 2012, l'anglès va ser l'idioma utilitzat per a l'ensenyament de matemàtiques i ciències naturals en algunes escoles. Altres escoles ofereixen educació en mandarí i tàmil sobre determinades assignatures. Kuala Lumpur acull 13 establiments d'ensenyament superior, 79 escoles secundàries, 155 escoles i 136 llars d'infants.

## Agermanaments
La ciutat de Kuala Lumpur està agermanada amb les següents ciutats:
- Mechhed (Iran)[52]

- Ispahan (Iran)[53]

- Chiraz (Iran)

- Casablanca (Maroc)[53]
- Melaka (Malàisia)

- Osaka (Japon)[53]

- Ankara (Turquia)[53]

- Delhi (Índia)[54]

- Nova Delhi (Índia)

- Chennai (Índia)

- Sétif (Algèria)

- Fresno (Estats Units)